# Félix Navarro Pérez

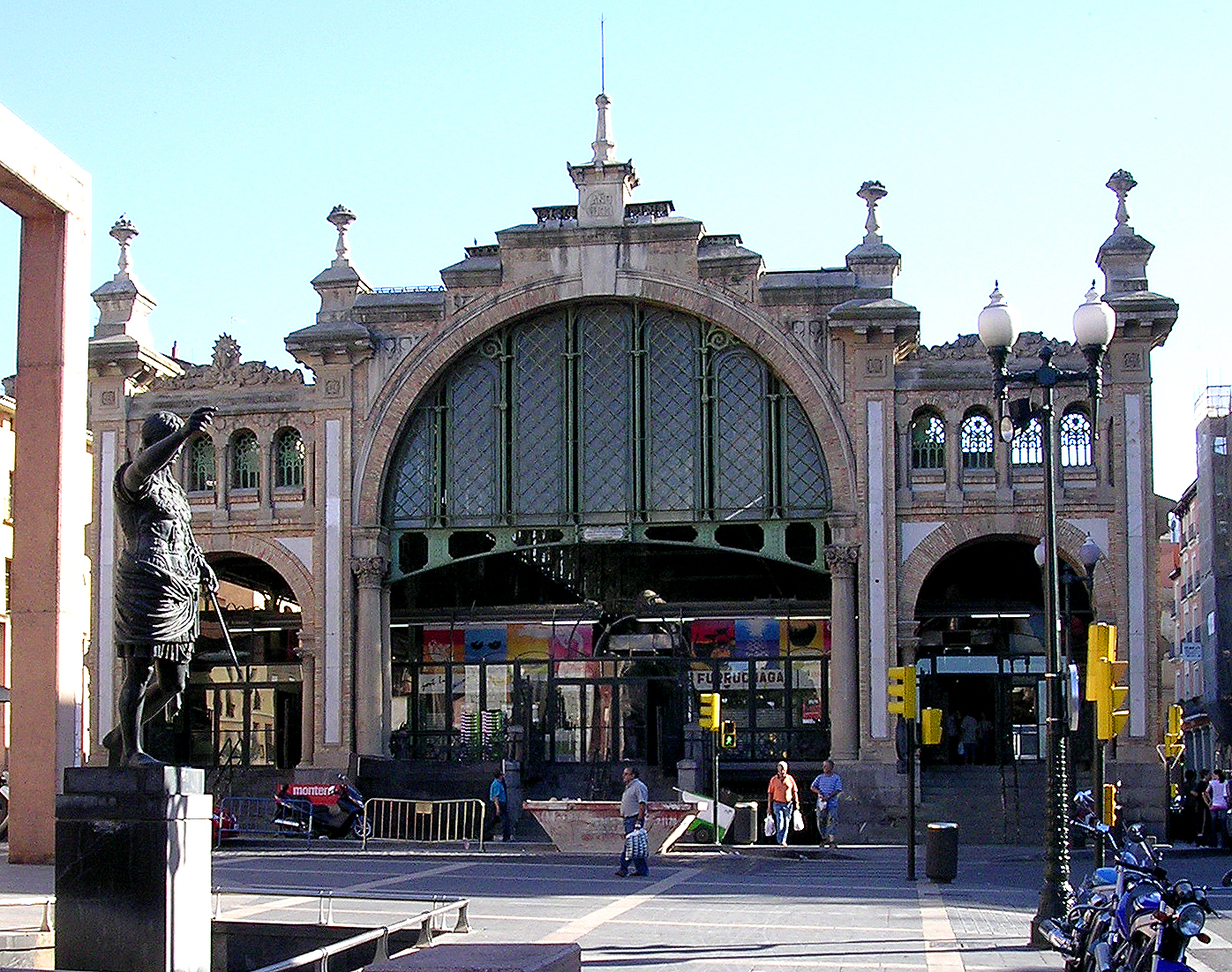
El Mercado Central de Zaragoza se considera la obra cumbre de Félix Navarro. Proyectado en 1895, fue inaugurado en 1903.

Félix Jacinto Navarro Pérez (Tarazona, 10 de septiembre de 1849-Barcelona, 22 de junio de 1911) fue un arquitecto español.

## Biografía

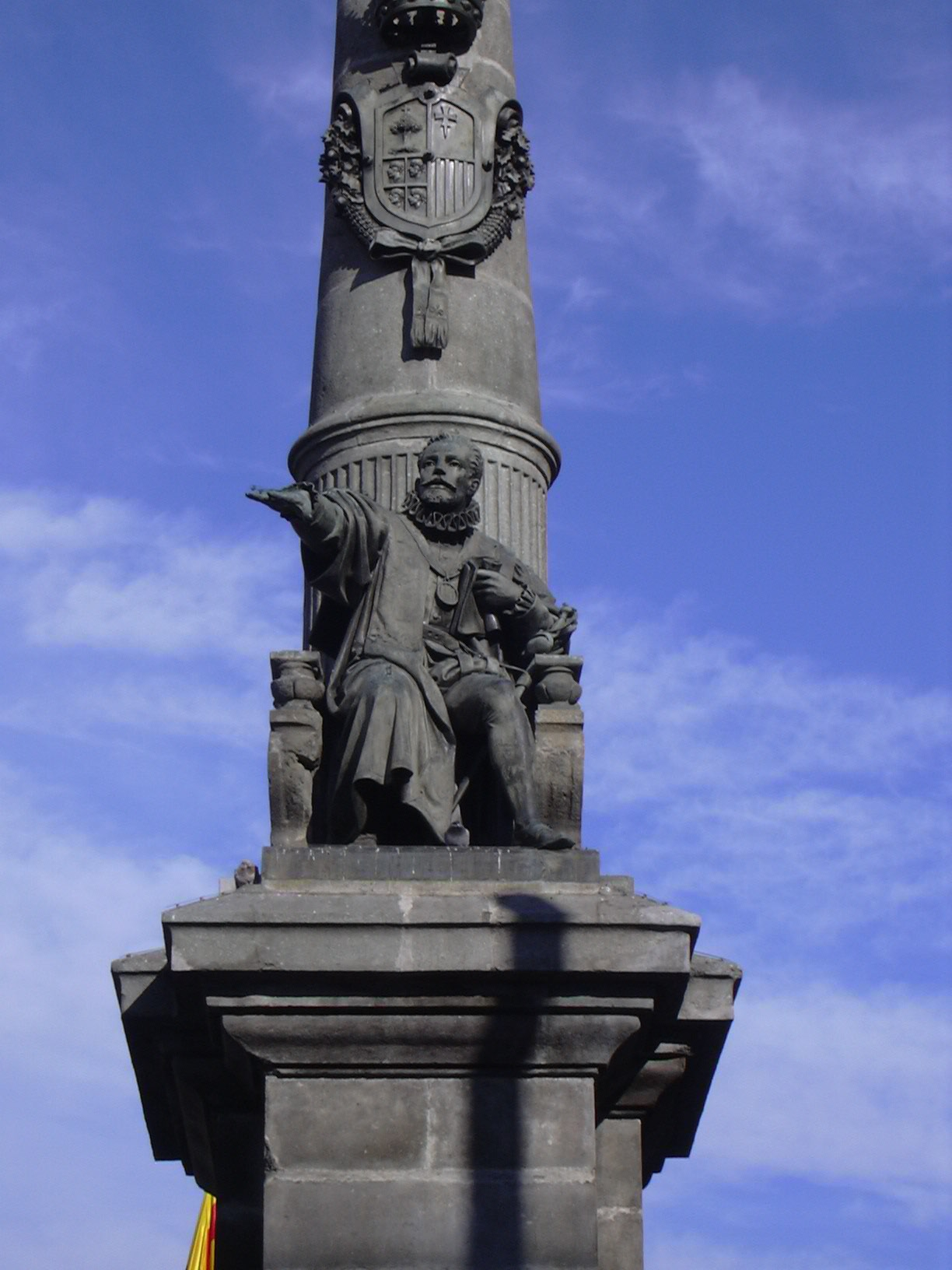
Monumento al Justiciazgo (1904), en Zaragoza, en la Plaza de Aragón, representando a Juan V de Lanuza, Justicia Mayor de Aragón, ajusticiado en 1591 por orden de Felipe II. Autores: Félix Navarro (arquitecto) y Francisco Vidal (escultor).

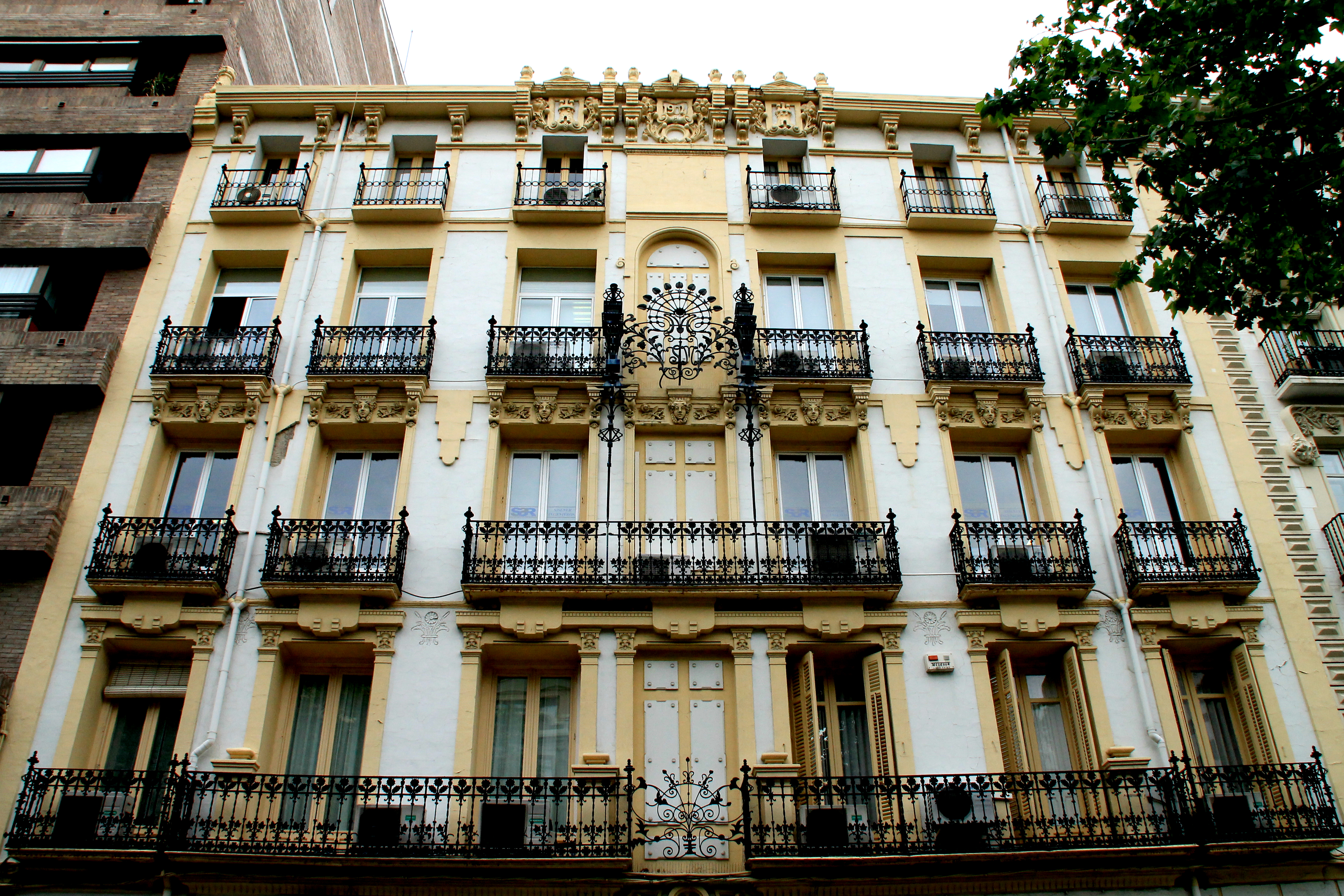
Paseo Sagasta. Zaragoza.

Nació el 10 de septiembre de 1849 en la localidad zaragozana de Tarazona. Su familia estaba formada por su padre, Nicolás Navarro Ruiz, su madre, Mauricia Pérez Santas y sus dos hermanos: Pío, y el entomólogo y cineasta Leandro Navarro Pérez. Además fue tío del dramaturgo Leandro Navarro Benet e iniciador de una saga de arquitectos aragoneses que va a cumplir dentro de poco los 150 años y su quinta generación, de la que podemos destacar también a su hijo Miguel Ángel Navarro.
Cursa los estudios de Enseñanza Media en el Instituto de Zaragoza con brillantes calificaciones y premios, y obtiene el Título de Bachiller en Artes el 22 de julio de 1864 con la calificación de sobresaliente. Los estudios superiores de Ciencias y Arquitectura los realiza en Madrid. No obtendrá el título de Arquitecto hasta 1874 debido a los viajes de estudio y perfeccionamiento que hizo a Alemania y a Estados Unidos. En la Real Academia de Construcción de Berlín cursa estudios durante dos semestres completos de 1870 a 1871 con diversos especialistas, con un amplio programa: teoría y proyectos de urbanización, proyectos de edificios públicos y privados, decoración, dibujos de figura y paisaje, arquitectura medieval, topografía y nivelación.
Vitalista, investigador y progresista, viajó cuando muy pocos lo hacían. Estuvo en Francia, Alemania y Estados Unidos, países en los cuales tuvo estancias decisivas (como la de Boston o la visita a la Exposición Universal de París de 1889) que condicionaron su visión de la arquitectura, como instrumento de regeneración.
Ante todo, fue un intelectual; inquieto, moderno, ávido de novedades; en sus edificios zaragozanos se advierte ya el pulso de la renovación, sentida mediante el sutil manejo de formas y materiales repletos de argumentos simbólicos y poéticos. Falleció en Barcelona el 22 de junio de 1911.
Debido a su bagaje profesional y personal, a lo largo de su vida fue nombrado vocal de la Junta Provincial de Sanidad, académico de la Real de Bellas y Nobles Artes de San Luis (en sustitución de Juan Antonio Atienza García) y de San Fernando, y ocupó puestos como profesor de Principios de Construcción y Elementos de Física en la Escuela de Artes y Oficios de Zaragoza, miembro de la Comisión Provincial de Monumentos de Zaragoza, y arquitecto del Ministerio de Instrucción Pública en Huesca, del Ministerio de Fomento provincial (1879-1892) y municipal de Zaragoza (1910-1911).

## Obras
Félix Navarro tuvo una intensa vida como arquitecto ya que desarrolló más de doscientos proyectos, entre los que se pueden destacar los siguientes:
- Teatro Pignatelli, 1878 (no se conserva)
- Taller de Carpinteria "La Industrial" de Miguel Comin 1879 (No se conserva), en la subida de Cuellar, al lado del paseo de Torrero.
- Teatro Goya, 1881 (no se conserva)
- Proyecto de la Granja Escuela, 1883 (no se conserva)
- Café Ambos Mundos, 1889 (no se conserva)
- Litografía Portabella, 1898 (no se conserva)
- Panteones de las familias Maynar, Ascaso y Moncasi, en el cementerio de Torrero, Zaragoza.
- Palacio de Larrinaga, 1901
- Mercado Central, 1903. Proyectado en 1895
- Clínica del Doctor Lozano, 1903
- Edificio de Viviendas, ubicado en el Paseo Sagasta de Zaragoza (1903)
- Monumento al Justiciazgo, 1904. Proyectado en 1887
- Escuela de Artes y Oficios de Zaragoza, 1907
- Proyecto no realizado, Torre de los Sitios (1907)
- Pabellón Francés de la Exposición Hispano-Francesa de Zaragoza, 1908.
- Decoración del Salón Parisiana, 1910 (no se conserva)
- Fábricas de Galletas Patria, 1910
- Casino de la Amistad 1910 en Épila-Zaragoza
- Antiguas Escuelas hoy Hogar del Jubilado en Épila-Zaragoza

## Obras escritas
- NAVARRO PÉREZ, F. Dictamen de los señores arquitectos [...] para la reparación de la cúpula mayor y apoyos que la sostienen del Santo Templo de Nuestra Señora del Pilar, Zaragoza, Mariano Salas, 1882. Informe en colaboración con Ricardo Magdalena y Fernando de Yarza.
- NAVARRO PÉREZ, F. Memoria de la Exposición de París, (ÉNTASIS. Cuadernos de Arquitectura de la Cátedra “Ricardo Magdalena”, 3), Zaragoza: Institución Fernando el Católico, 1996.
- NAVARRO PÉREZ, F. El Monumento al Justiciazgo. Folleto complementario de dicha obra (erigida en 1904) por el arquitecto Don Félix Navarro. Zaragoza, Imprenta del Hospicio Provincial, 1905.
- NAVARRO PÉREZ, F. “Casas para obreros. Su edificación desde el punto de vista estético, higiénico y económico”. Zaragoza, Diario de avisos, 12/1/1905.
- NAVARRO PÉREZ, F. La casa de mil pesetas y el nuevo procedimiento constructivo de la carpintería del ladrillo, Tipografías La Derecha, 1891. Hay ed. facsímil en Zaragoza, Institución «Fernando el Católico» (Éntasis. Cuadernos de arquitectura de la cátedra «Ricardo Magdalena», 7), 1997. Presentación José Laborda Yneva, prólogo de Jesús Martínez Verón y dibujos de Fernando García Mercadal. ISBN 84-7820-379-6.
- «Casas para obreros. Su edificación desde el punto de vista estético, higiénico y económico», Diario de Avisos, 12 de enero de 1905.
- NAVARRO PÉREZ, F. El monumento a los Sitios con el Templo del Pilar de Zaragoza, Zaragoza, Imp. M. Salas, 1906
- NAVARRO PÉREZ, F. La Torre de los Sitios, Revista Aragonesa, n.º 4-7, 1907, pp 287-292 y 416-419.
- «Tres hermosas estatuas», Diario de Avisos, 21 de octubre de 1908.